# 全民防衛動員署後備指揮部
國防部全民防衛動員署後備指揮部是中華民國國防部全民防衛動員署的編制單位，負責後備訓練；而編配則由國防部陸軍司令部負責監督與運作。原為「後備司令部」因精粹案改編為指揮部型態，2022年再納入國防部全民防衛動員署。任務為策劃執行後備訓練、管理、服務、民防工作、建立後備潛力。戰時提供各作戰區遂行第一線海岸守備及縱深地區作戰所需後備部隊，並持續執行軍事動員，運用全民防衛動員機制，結合後備戰力，支援地面作戰，維護國土防衛安全。因中華民國國軍兵力不如以往，後備指揮部現在主要業務是常態性徵召國軍後備部隊，進行教育召集訓練，達到有效後備守土的戰略意涵。

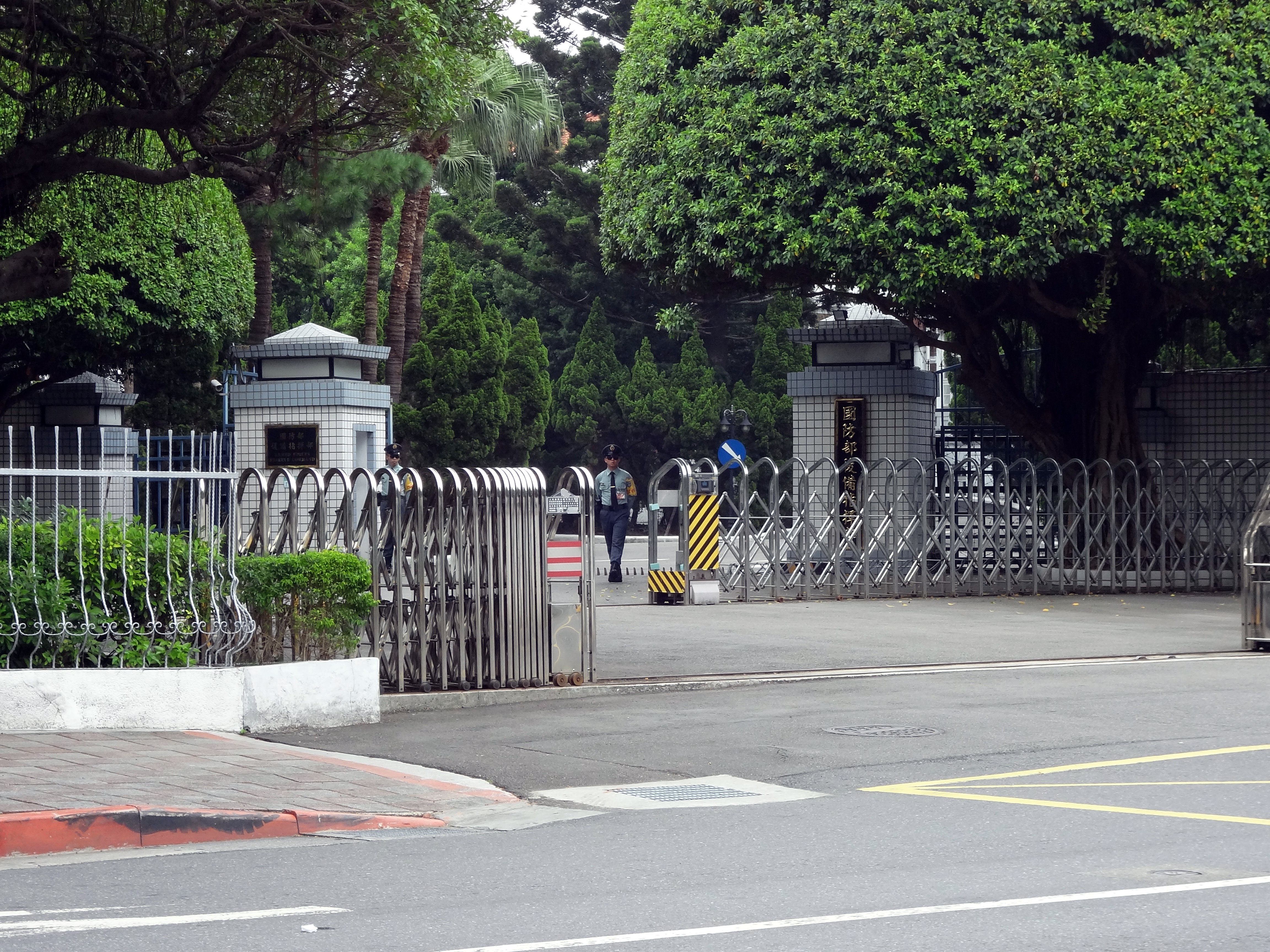
國防部全民防衛動員署後備指揮部

## 沿革

### 在重慶成立
「後備指揮部」是一個負有歷史傳承的軍事單位。1945年（民國34年）9月1日，重慶國民政府於重慶市成立「臺灣省警備總司令部」，其主要任務是做好收復臺灣的準備與維持臺灣治安等事宜，並協助遣返因日本戰敗後滯留臺灣的日本人。

### 奉令遷往臺灣臺北
1947年（民國36年），臺灣省警備總司令部奉中央政府命令而改名為「臺灣全省警備總司令部」，由彭孟緝中將擔任總司令，並正式於臺灣省臺北市辦公。
公元1949年（民國38年）初，臺灣全省警備總司令部再度改名為「臺灣省警備總司令部」。但同年9月1日，臺灣省警備總司令部奉令裁撤，分別成立「東南軍政長官公署」及「臺灣省保安司令部」，國民政府仍任命彭孟緝為保安司令。

### 精簡機構
公元1958年（民國47年）5月，為了精簡機構及統一指揮，「臺灣防衛總司令部」、「臺灣省保安司令部」、「臺灣省民防司令部」及「臺北衛戌總司令部」等四個單位以臺灣省保安司令部為基礎合併整編為「臺灣警備總司令部」，由原臺北衛戌總司令黃鎮球上將擔任臺灣警備總司令部總司令；陸軍總司令部戒嚴業務移交臺灣警備總司令部。
公元1964年（民國53年）7月1日，國防部調整後備軍人動員體制，裁撤國防部動員局，新編成立「臺灣軍管區司令部」，臺灣軍管區司令由臺灣警備總司令兼任，高司機關雙全銜遂為「臺灣警備總司令部、臺灣軍管區司令部」。
公元1977年（民國66年），國防部實施「靖安一號」專案，憲兵司令部納編原警備總部北、中、南三個警備營為憲兵第239、240、241營。
公元1992年（民國81年）8月1日，因應動員戡亂時期終止，整編中華民國憲兵（「忠愛專案」移編憲兵第212、214、215、216、219、221、230、319、328營）、中華民國陸軍及中華民國海軍陸戰隊部分兵力，成立「海岸巡防司令部」，全銜為「臺灣軍管區司令部暨海岸巡防司令部」，取代原本警總於行政院治安會報的海岸巡防主導地位。海巡部任務為「反走私、反偷渡、反滲透」，後期加上「反突擊」。11月1日「台灣軍管區司令部」更名為「軍管區司令部」，全銜改為「軍管區司令部暨海岸巡防司令部」，為國防部參謀本部直屬單位，不隸於陸海空軍。
公元1999年（民國88年），因港口安全檢查任務需求，再移編憲兵第224、241營。

### 21世紀時期的整併
- 2000年1月，立法院會議三讀通過海巡三法；同年2月1日，軍管、海巡分置。海巡署成立後，司令部全銜即改為「軍管區司令部」。以歷史沿革而言，軍管部繼承了警備總部以來的歷史，海巡署則是被視為新的司法警察單位。
- 2002年3月1日，配合國防二法實施，軍管部全銜修訂為「國防部後備司令部」，各地區「師管部」、各縣市「團管部」均修訂為「後備司令部」。
- 2006年1月1日，聯勤留守業務署及所屬各地留守業務處（中心）、示範公墓管理處及忠烈祠管理組移編國防部後備司令部。2月15日，各地區及各縣市「後備司令部」修訂為「後備指揮部」、「司令」改稱「指揮官」。
- 2008年10月1日，依精進案規劃，後備司令由二級上將降編為中將。
- 2012年12月28日，因應精粹案，並配合中華民國國防部組織調整，國防部後備司令部降編為「國防部後備指揮部」[3]，部分業務交由退輔會管理。新兵訓練中心後備步兵旅移編中華民國陸軍；後備陸戰旅移編中華民國海軍陸戰隊，成立海軍陸戰隊新兵訓練中心。國防部後備指揮部負責新兵訓練及輔導的業務也宣告終止，轉而負責後備部隊動員及管理為主的業務[4]。
- 2021年5月21日，立法院會議三讀通過《國防部組織法》部分條文修正案及《國防部全民防衛動員署組織法》。[5]
- 2022年1月1日，國防部後備指揮部改隸國防部全民防衛動員署，全銜修訂為「國防部全民防衛動員署後備指揮部」。1月3日，政戰主任編階由少將降編為上校[6]。6月24日，國防部考量國軍整體地面防衛作戰需求，由陸軍統籌運用動員能量，故擬將後備指揮部編配國防部陸軍司令部[7]。7月1日，後備指揮部確定編配由國防部陸軍司令部負責，編制仍屬全民防衛動員署，陸軍將依「編配」來建立部隊人事、戰備、訓練及後勤整備等督管與作業流程，權責劃分明確，並以半年為期試行運作、滾動修正調整[8][9]。
- 2023年1月1日，國防部核定後備指揮部政戰主任編階由上校恢復為少將[1]。
- 2025年2月1日，經過2年多「編配」陸軍運行後，2024年「兵力結構調整」專案報告，考量《國防部全民防衛動員署組織法》及全民防衛動員的需要後，國防部核定後備指揮部回歸國防部全民防衛動員署[10]。

## 歷任首長
後備司令
| 歷任   | 任期時間                     | 姓名   | 軍種軍階           | 備註 |
| ------ | ---------------------------- | ------ | ------------------ | --- |
| 第一任 | 2002年3月1日－2003年1月31日  | 陳邦治 | 海軍陸戰隊二級上將 | 海軍陸戰隊出身，就任時仍為中將，至2002年8月6日始晉升二級上將。調任政戰局局長。 |
| 第二任 | 2003年2月1日－2003年8月31日  | 謝建東 | 陸軍二級上將       | 調任國防大學校長 |
| 第三任 | 2003年9月1日－2004年3月31日  | 薛石民 | 陸軍二級上將       | 調任國安局局長 |
| 第四任 | 2004年4月1日－2005年5月31日  | 陳體端 | 陸軍二級上將       | 國防部長湯曜明任內的忠心部屬，當湯部長辭職時，陳曾表示與湯部長共進退，總統陳水扁將之調任為後備司令部升任二級上將。                                                                   |
| 第五任 | 2005年6月1日－2008年5月31日  | 余連發 | 陸軍二級上將       | 起初只是義務役士兵，經部隊長官保薦就讀陸軍士校晉任士官，再保薦就讀陸軍官校晉任軍官，成為國軍撤退臺灣後唯一一位從二等兵升任二級上將的特例。調任總統府戰略顧問，也是末代上將後備司令。 |
| 代理   | 2008年6月1日－2008年9月30日  | 李銘藤 | 陸軍中將           | 副司令代理，編制於2008年10月1日由二級上將降為中將。 |
| 第六任 | 2008年10月1日－2011年5月1日  | 陳良濬 | 陸軍中將           | |
| 第七任 | 2011年5月1日－2012年8月31日  | 邱國正 | 陸軍中將           | 曾任國防部長，調任國防大學校長，晉任二級上將，曾任參謀總長。 |
| 代理   | 2012年9月1日－2012年12月31日 | 畢學文 | 陸軍中將           | 副司令代理，末代司令。 |

後備指揮官
| 歷任   | 任期時間                     | 姓名   | 軍種軍階 | 備註                                                   |
| ------ | ---------------------------- | ------ | -------- | ------------------------------------------------------ |
| 第一任 | 2013年1月1日－2013年12月31日 | 王世塗 | 陸軍中將 | 首任                                                   |
| 第二任 | 2014年1月1日－2015年6月1日   | 畢學文 | 陸軍中將 |                                                        |
| 代理   | 2015年6月1日－2015年6月30日  | 陳嘉尚 | 陸軍少將 |                                                        |
| 第三任 | 2015年7月1日－2017年9月30日  | 湯家坤 | 陸軍中將 |                                                        |
| 第四任 | 2017年10月1日－2019年6月30日 | 周皓瑜 | 陸軍中將 |                                                        |
| 第五任 | 2019年7月1日－2022年1月31日  | 姜振中 | 陸軍中將 | 2022年1月1日，國防部後備指揮部改隸國防部全民防衛動員署 |
| 第六任 | 2022年2月16日－2023年8月31日 | 傅正誠 | 陸軍中將 |                                                        |
| 第七任 | 2023年9月1日－現任           | 劉協慶 | 陸軍中將 |                                                        |

## 軍旗

臺灣警備總司令部旗
軍管區司令部旗
海岸巡防司令部旗
後備指揮官旗
國防部全民防衛動員署後備指揮部旗（含後備部隊單位旗）

## 組織架構

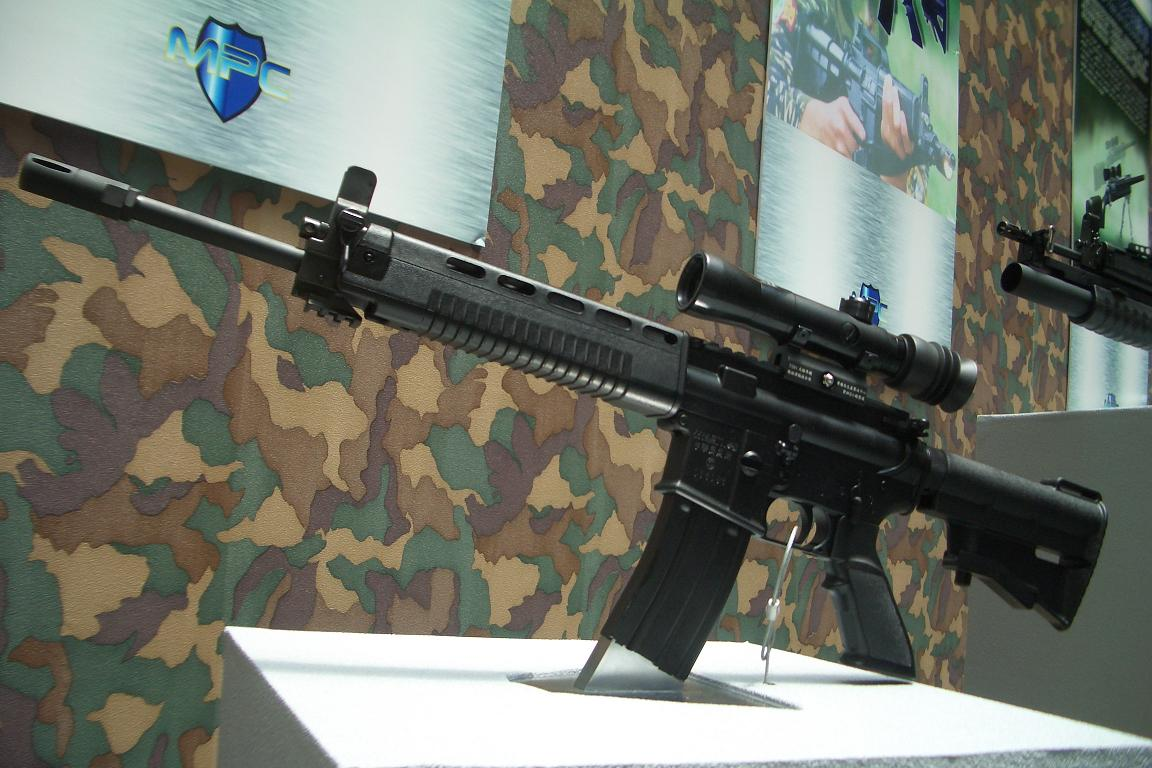
T91突擊步槍

後備指揮部設一席中將和六席少將共七位將官編制。
- 指揮官（中將）
  - 副指揮官（少將）
  - 參謀長（少將）
  - 副參謀長（上校）

### 幕僚單位
- - 人事軍務處：處長（上校）／副處長（上校）
  - 戰備訓練處：處長（上校）／副處長（上校）
  - 後勤處：處長（上校）／副處長（上校）
  - 動員管理處：處長（上校）／副處長（上校）
  - 主計室：主任（上校）／副主任（上校）
  - 留守業務處：處長（上校）／副處長（上校）
- 政治作戰室：主任（少將）[1]、副主任（上校）
  - 政戰綜合組：組長（上校）
  - 保防安全組：組長（上校）

- 督察室：督察長（少將副指揮官兼任）、副督察長（上校）

### 直屬單位
- 本部連（少校）
- 醫務所（少校）
- 後備動員幹部訓練中心：新北市淡水區忠莊營區，主任（上校）[13][14]
- 國軍示範公墓管理組：組長（上校）
- 國民革命忠烈祠管理組：組長（中校）
- 桃園管理組：桃園市大溪區慈湖營區與大溪營區，組長（中校）

### 所屬機關&部隊
- 北部地區後備指揮部：

指揮官（少將），副指揮官（上校）

參謀長（上校），政戰主任（上校）

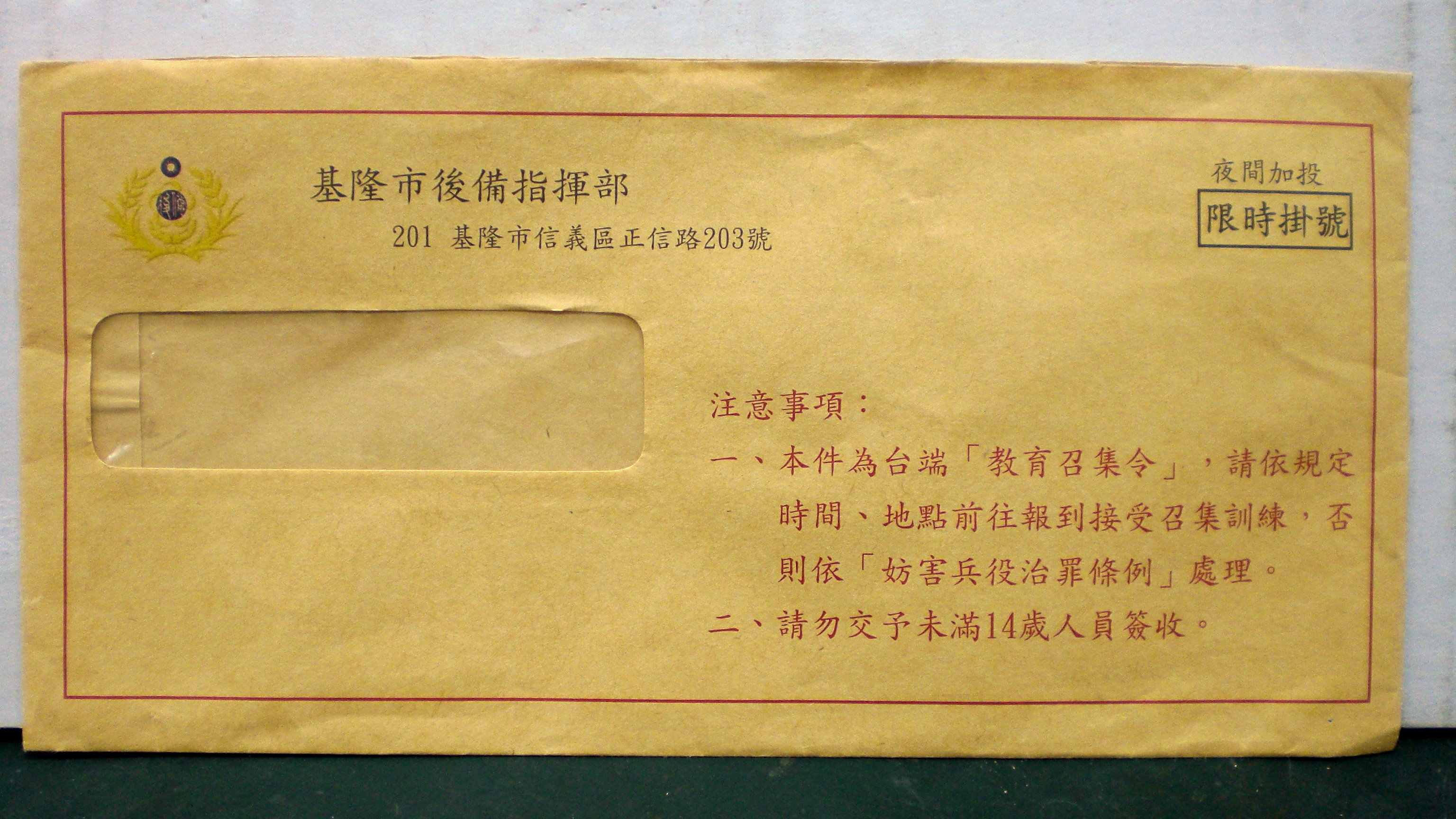
基隆市後備指揮部教育召集令信封

臺北地區留守組、臺北留守中心、基隆留守中心、桃園留守中心、新竹留守中心、宜蘭留守中心、花蓮留守中心、國軍臺北忠靈塔
- - 基隆市後備指揮部：指揮官（上校）
  - 基隆市後備旅：旅長（上校）
  - 臺北市後備指揮部：指揮官（上校）
  - 臺北市後備旅：旅長（上校）
  - 新北市後備指揮部：指揮官（上校）
  - 新北市後備旅：旅長（上校）[15]
  - 桃園市後備指揮部：指揮官（上校）
  - 桃園市後備旅：旅長（上校）
  - 新竹後備指揮部：指揮官（上校）
  - 新竹後備旅：旅長（上校）[16]
  - 宜蘭縣後備指揮部：指揮官（上校）
  - 宜蘭縣後備旅：旅長（上校）
  - 花蓮縣後備指揮部：指揮官（上校）
  - 花蓮縣後備旅：旅長（上校）
  - 連江後備服務中心：主任（中校）
  - 北部地區後備第一部隊訓練中心：苗栗縣頭份市斗煥坪營區，主任（上校）

- 中部地區後備指揮部：

指揮官（少將），副指揮官（上校）

參謀長（上校），政戰主任（上校）

臺中地區留守組、苗栗留守中心、彰化留守中心、雲林留守中心、嘉義留守中心、國軍彰化忠靈塔
- - 苗栗縣後備指揮部：指揮官（上校）
  - 苗栗縣後備旅：旅長（上校）
  - 臺中市後備指揮部：指揮官（上校）
  - 臺中市後備第一旅：旅長（上校）[17]
  - 臺中市後備第二旅：旅長（上校）
  - 彰化縣後備指揮部：指揮官（上校）
  - 彰化縣後備旅：旅長（上校）
  - 南投縣後備指揮部：指揮官（上校）
  - 南投縣後備旅：旅長（上校）
  - 雲林縣後備指揮部：指揮官（上校）
  - 雲林縣後備旅：旅長（上校）
  - 嘉義後備指揮部：指揮官（上校）
  - 嘉義後備旅：旅長（上校）
  - 中部地區後備部隊訓練中心：臺中市烏日區成功嶺營區，主任（上校）

- 南部地區後備指揮部：

指揮官（少將），副指揮官（上校）

參謀長（上校），政戰主任（上校）

高雄地區留守組、臺南留守中心、屏東留守中心、臺東留守中心、澎湖留守中心、國軍高雄忠靈塔
- - 臺南市後備指揮部：指揮官（上校）
  - 臺南市後備旅：旅長（上校）[18]
  - 高雄市後備指揮部：指揮官（上校）
  - 高雄市後備第一旅：旅長（上校）[19]
  - 高雄市後備第二旅：旅長（上校）
  - 屏東縣後備指揮部：指揮官（上校）
  - 屏東縣後備旅：旅長（上校）
  - 臺東縣後備指揮部：指揮官（上校）
  - 臺東縣後備旅：旅長（上校）
  - 澎湖縣後備指揮部：指揮官（上校）
  - 澎湖縣後備旅：旅長（上校）
  - 金門後備服務中心：主任（上校）[20]
  - 南部地區第一後備部隊訓練中心：屏東縣枋寮鄉新開營區（上校）

## 軍歌
後備之歌

我們是愛國鬥士，我們是衛國中堅，

後管、服務、動員、後備任務要完成。
敬袍澤，愛百姓，負責任，同敵愾，

鞏固全民國防，精實後備動員；

思同心，行協力，志互勵，學相勉，

鞏固全民國防，確保國家安全。
警總之歌

我們是警備鬥士，我們是反共中堅，

治安、民防、動員、警備任務要完成。
敬袍澤，愛百姓，負責任，同敵愾，

鞏固復國基地，支援戰鬥前線；

思同心，行協力，志互勵，學相勉，

鞏固復國基地，支援戰鬥前線。
軍管之歌

我們是愛國鬥士，我們是復國中堅，

後管、服務、動員、海防任務要完成。
敬袍澤，愛百姓，負責任，同敵愾，

鞏固復國基地，支援戰鬥前線；

思同心，行協力，志互勵，學相勉，

鞏固復國基地，支援戰鬥前線。

## 後備軍官、士官晉任資格
| 後備役軍官軍階 | 少校                                                         | 上尉                                                      | 中尉                                    |                                                         |  |
| -------------- | ------------------------------------------------------------ | --------------------------------------------------------- | --------------------------------------- | ------------------------------------------------------- |  |
| 肩章           |                                                              |                                                           |                                         |                                                         |  |
| 晉任資格       | 擔任上尉（停年）4年以上 年績分150分以上 須具軍官正規班教育   | 擔任中尉（停年）3年以上 年績分140分以上                   | 擔任少尉（停年）1年以上 年績分130分以上 |                                                         |  |
| 後備役士官軍階 | 三等士官長                                                   | 上士                                                      | 中士                                    | 下士                                                    |  |
| 肩章           |                                                              |                                                           |                                         |                                                         |  |
| 晉任資格       | 擔任上士（停年）3年以上 年績分100分以上 須具士官長正規班教育 | 擔任中士（停年）2年以上 年績分90分以上 須具士官高級班教育 | 擔任下士（停年）2年以上 年績分80分以上  | 擔任士兵（停年）1年以上 年績分70分以上 須具士官基礎教育 |  |

前項所稱年績分，係指後備役軍官、士官，在本階各年內應各種召集及其工作績效等所累計之績分而言，其計算方式，由國防部定之。
後備役軍官、士官有下列情形之一者，不得列為晉任對象：
- 一、有妨礙兵役行為經刑事處分。
- 二、通緝在案、因案羈押、經判處徒刑而宣告緩刑，在緩刑期間，或經緩起訴處分確定，在緩起訴期間。
- 三、受免刑、罰金判決確定或拘役之執行完畢或准予易科罰金之日起未滿一年。
- 四、受記大過一次以上之懲罰未滿一年。
- 五、出國尚未回國。

需要注意的是晉任為尉官與士官的除役年紀為50歲，晉任為少校與三等士官長後的除役年紀則會延長至58歲。

## 外部連結
- 國防部後備指揮部 （页面存档备份，存于）（繁體中文）R.O.C Armed Forces Reserve Command（英文）
- 全民防衛動員署後備指揮部的Facebook專頁
- YouTube上的國防部後備指揮部頻道
- 國防部後備指揮部在Flickr上的页面